# アメリカグマ
アメリカグマ（Ursus americanus）は、食肉目クマ科クマ属に分類されるクマ。

## 分布
アメリカ合衆国、カナダ、メキシコ。
模式標本の産地（模式産地）はアメリカ北東部。種小名americanusは「アメリカの」の意。

## 形態
体長オス140 - 200センチメートル、メス120 - 160センチメートル。尾長8 - 14センチメートル。体高80 - 95センチメートル。体重オス47 - 409キログラム、メス39 - 236キログラム。体毛は短い。毛衣は主に黒だが、褐色の個体もいるなど地域や個体変異が大きい。胸部に白色斑が入る個体もいる。同じ親から生まれた幼獣でも体毛の色が異なることもある。
小臼歯のうち左右3本ずつは痕跡的。爪は短く、6センチメートルを超えない。乳頭の数は6個。
出産直後の幼獣は体重200 - 450グラム。春季に冬眠から開けた際には体重2 - 5キログラムに達する。

## 分類
2005年現在は16亜種に分ける説がある。
Ursus americanus americanus Pallas, 1780 アメリカクロクマ Eastern black bear

Ursus americanus altifrontalis Elliot, 1903

Ursus americanus amblyceps Baird, 1859

Ursus americanus californiensis Miller, 1900

Ursus americanus carlottae Osgood, 1901

Ursus americanus cinnamomum Audubon and Bachman, 1854

Ursus americanus emmonsii Dall, 1895 アオアメリカグマ Blue bear

Ursus americanus eremicus Merriam, 1904

Ursus americanus floridanus Merriam, 1896

Ursus americanus hamiltoni Cameron, 1957

Ursus americanus kermodei Hornaday, 1905 シロアメリカグマ Kermodes bear
カナダ（ブリティッシュコロンビア州中部の沿岸部）。模式産地はグリブル島。
劣性遺伝により白い個体が出現することがある。
Ursus americanus luteolus Griffith, 1821

Ursus americanus machetes Elliot, 1903

Ursus americanus perniger Allen, 1910

Ursus americanus pugnax Swarth, 1911

Ursus americanus vancouveri Hall, 1928

## 生態
主に森林に生息する。ヒグマを避けるため木のある環境に生息し、逆にヒグマが減少したり絶滅した地域には分布を拡大する。オス同士の縄張りは重複しないが、メスの縄張りは他個体と重複することもある。ゴミ捨て場などの食物が豊富な環境では縄張りを形成しないこともある。薄明性傾向が強いが、道路沿いやキャンプ場などでゴミなどの食物が豊富な環境であれば周日行性傾向や夜行性傾向が強くなることもある。10 - 翌5月にかけて冬眠を行う。
食性は植物食傾向の強い雑食で、果実、種子、草、昆虫、魚類、動物の死骸などを食べる。機会があれば脊椎動物を食べるものの、積極的に捕食することは少ない。アメリカ合衆国中南部やメキシコではサボテンやユッカも食べる。秋季には果実や種子を食べ、脂肪を蓄える。アメリカ合衆国東部では古くはアメリカグリをこの用途で食べていたとされるが、1900年代以降は減少に伴いコナラ属やアメリカブナなどに切り替えた。
繁殖様式は胎生。主に5 - 7月に交尾を行う。妊娠期間は2か月だが、着床遅延する。1 - 2月に1回に1 - 5匹（主に2 - 3匹）の幼獣を産む。出産間隔は隔年だが、地域変異がある（例としてアイダホ州東部やニューヨーク州の個体群は2年、アルバータ州やワシントン州の個体群は4 - 6年）。授乳期間は6 - 8か月。オスは生後3 - 4年で、メスは生後2 - 9年で性成熟する。寿命は30年に達するが、銃や罠による狩猟・交通事故などの人間の影響から平均で生後10年程度で死亡することが多いとされる。

## 人間との関係
食用とされることもあり、ハンティングトロフィーとされることもある。一方で毛皮は商取引が規制されていることから、需要は少ないと考えられている。
樹皮剥ぎを伴う材木、トウモロコシなどの農作物、蜂蜜を食害する害獣とみなされることもある。山小屋やキャンプ場で食物を漁ることもあり、遭遇した人間を殺すこともある。
亜種U. a. floridanus、亜種U. a. luteolusは絶滅の危険性が高いとされる。
日本ではクマ科単位で特定動物に指定されている。

## 画像

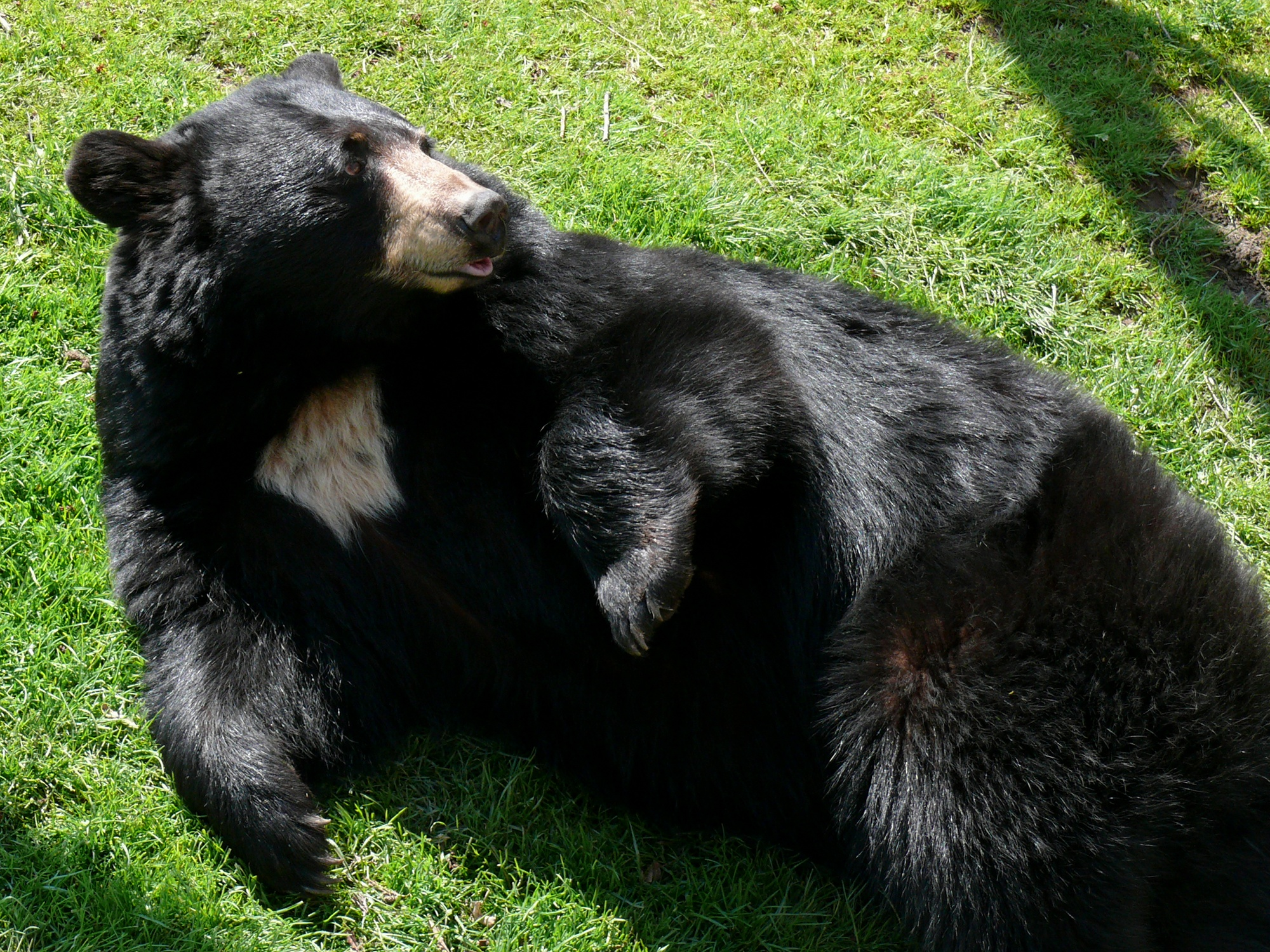
胸に三日月のあるアメリカグマ
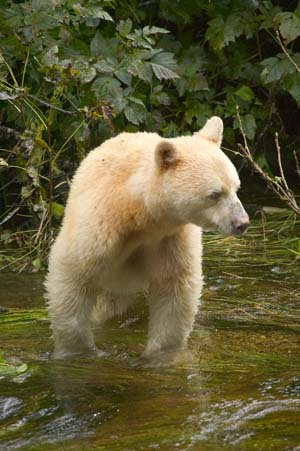
亜種シロアメリカグマ U. a. kermodei
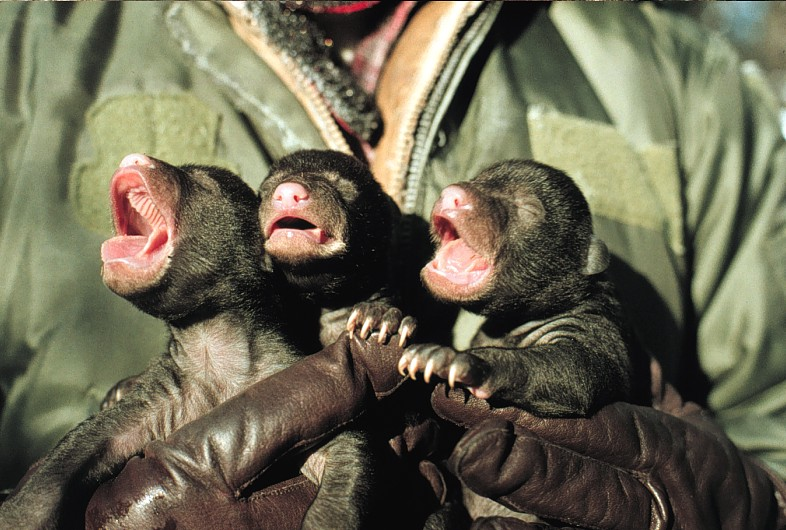
生まれたばかりの子熊
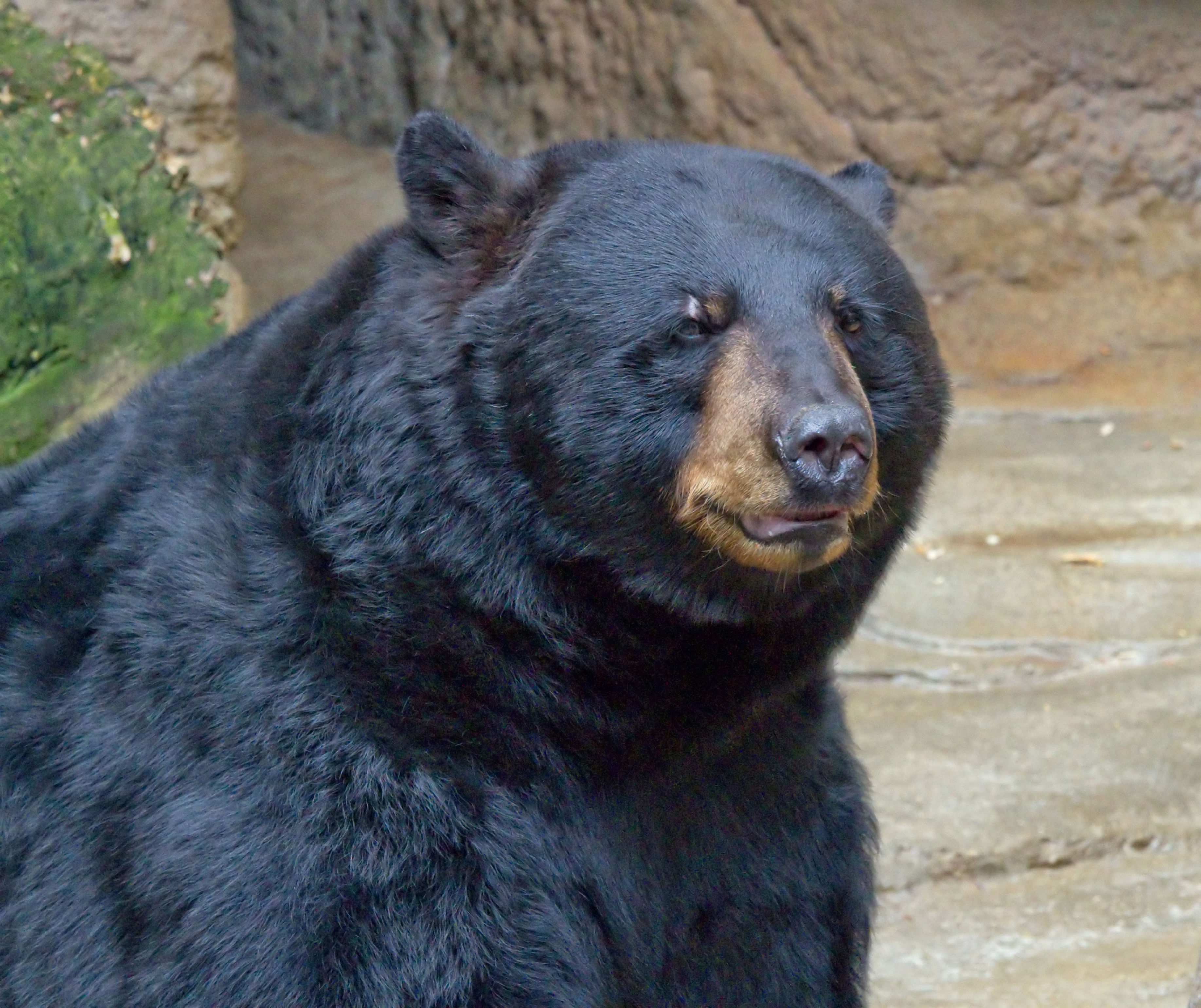
シンシナティ動物園にて撮影
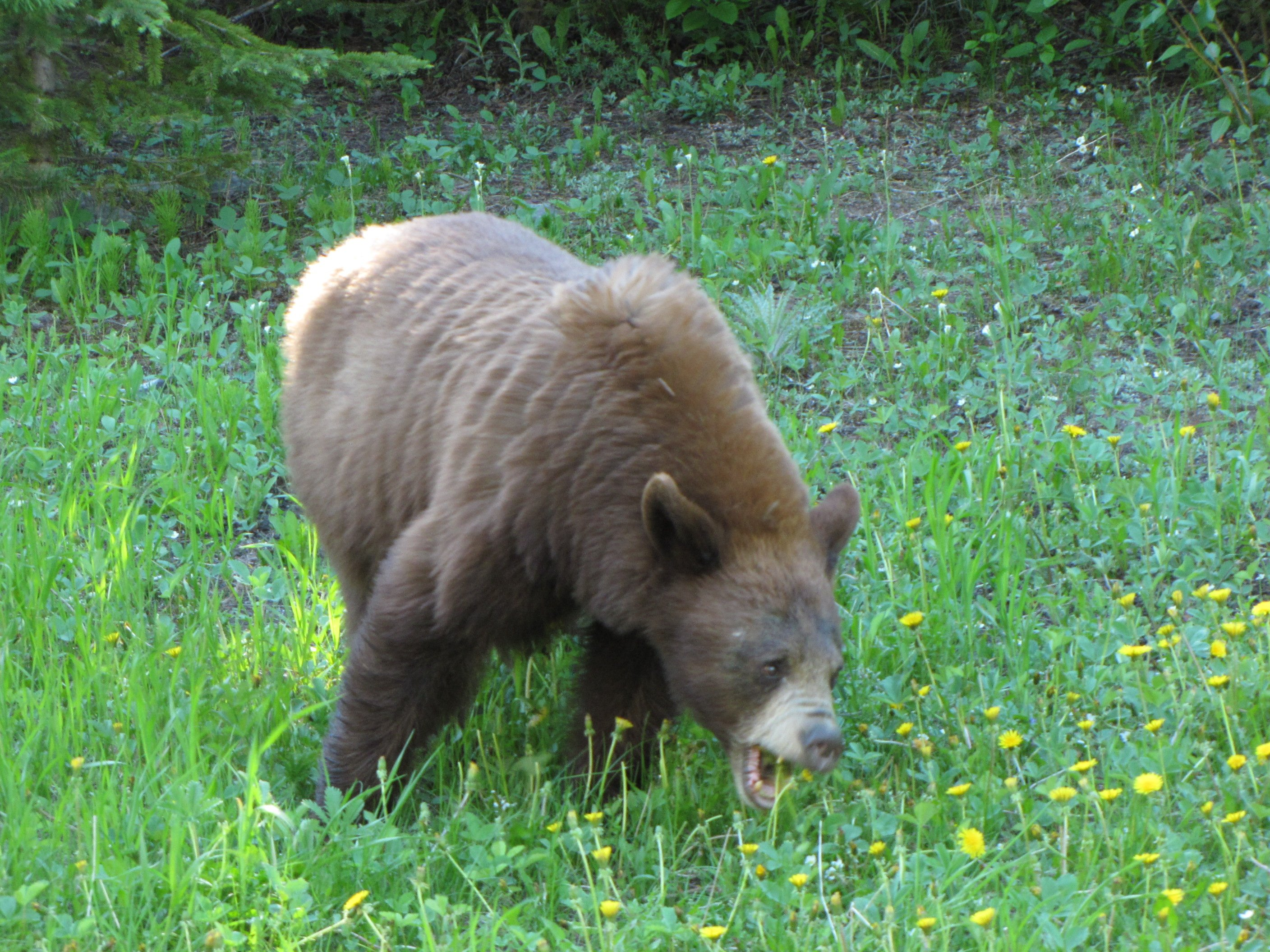
タンポポを食べるアメリカグマ
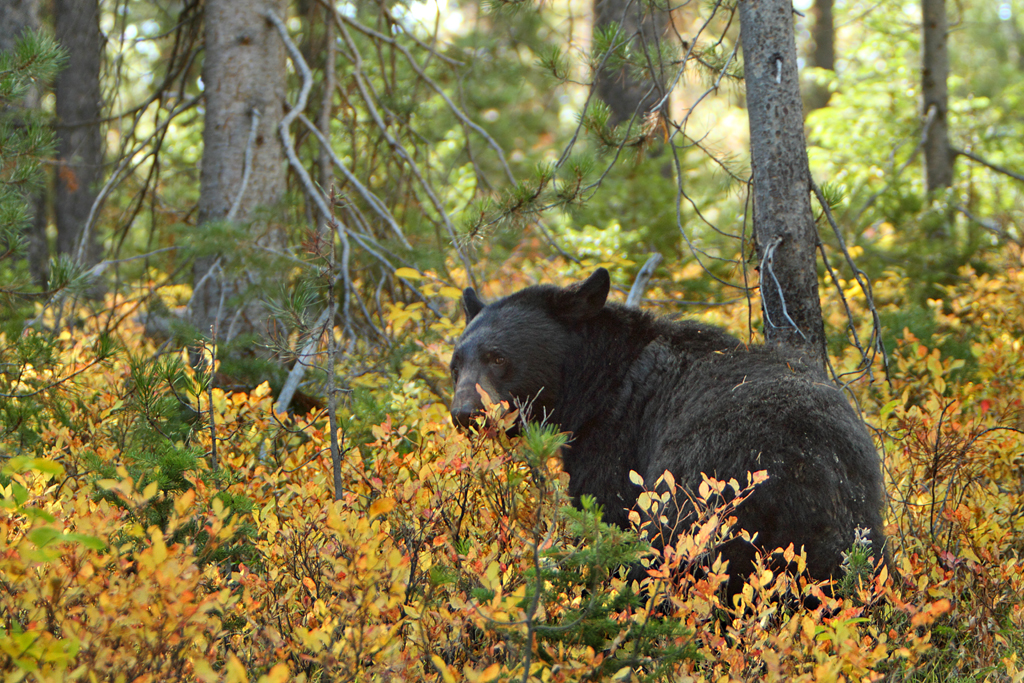
グランドティトン国立公園にて撮影
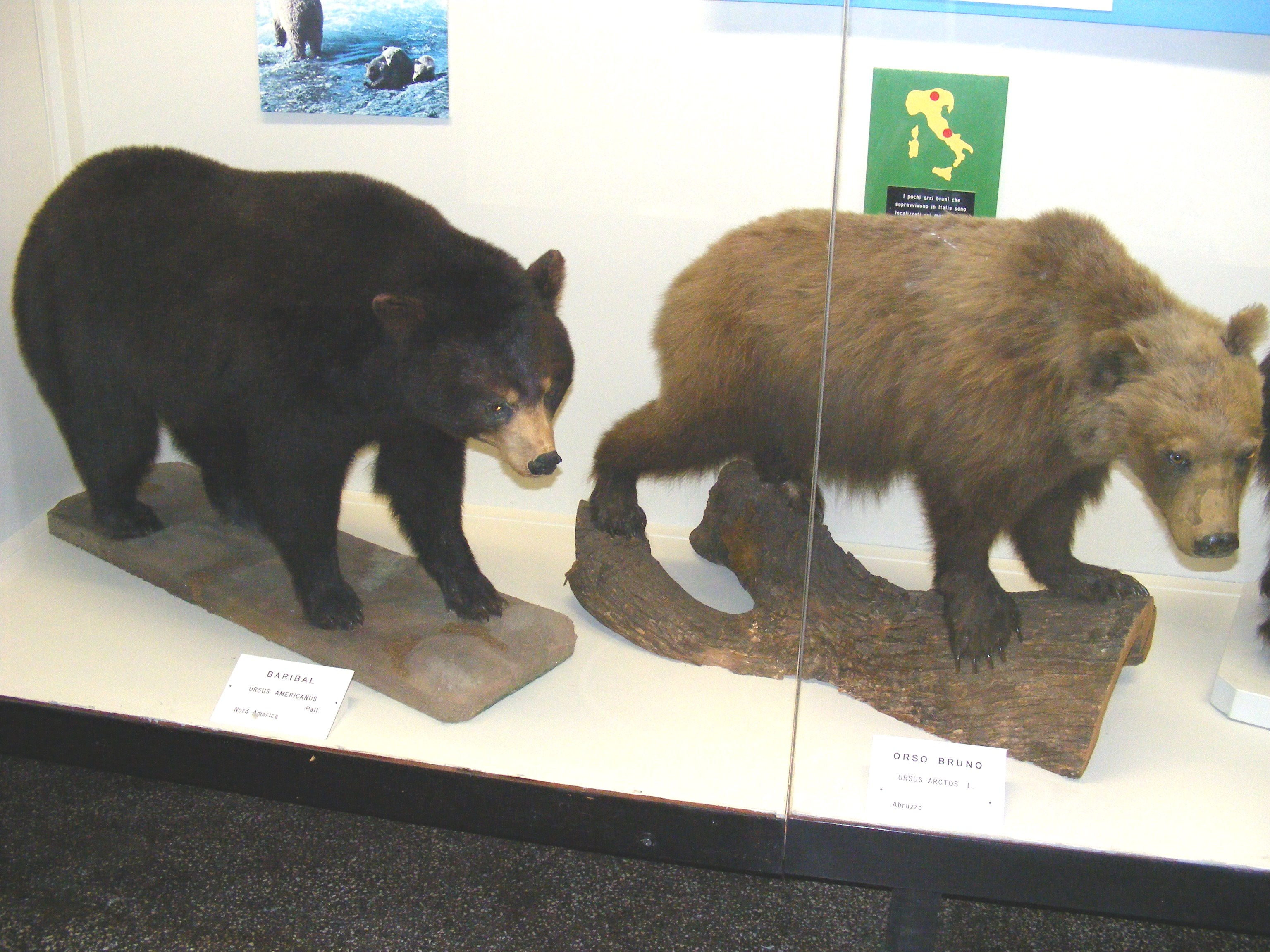
アメリカグマ（左）とヒグマの剥製。アメリカグマは、ヒグマより小さく、また爪も短く、肩のコブも無いという違いがある。
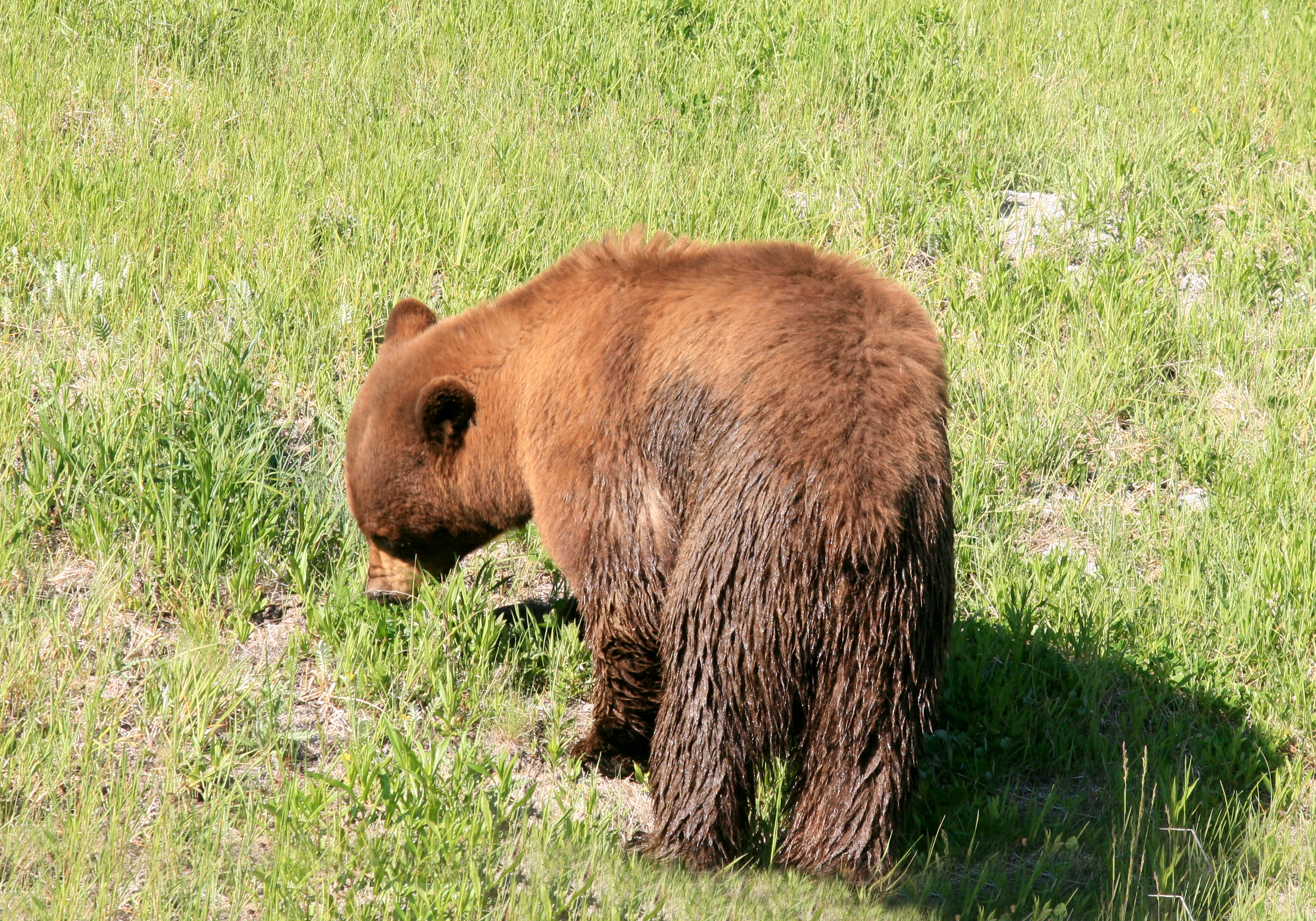
イエローストーン国立公園のアメリカグマ。普通のアメリカグマより、毛色が明るい。
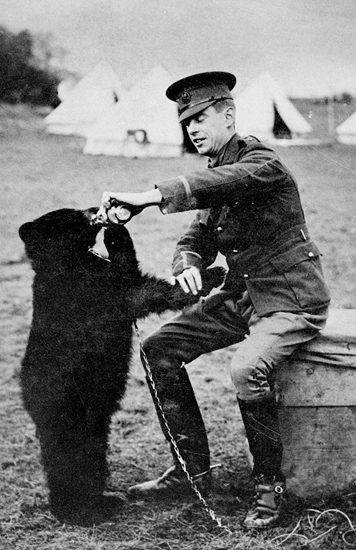
くまのプーさんの名前の元となった「ウィニー」と、飼い主のハリー・コルバーン中尉。
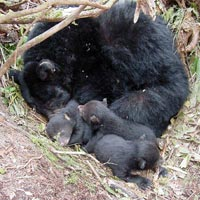
昼寝中の母熊と子熊
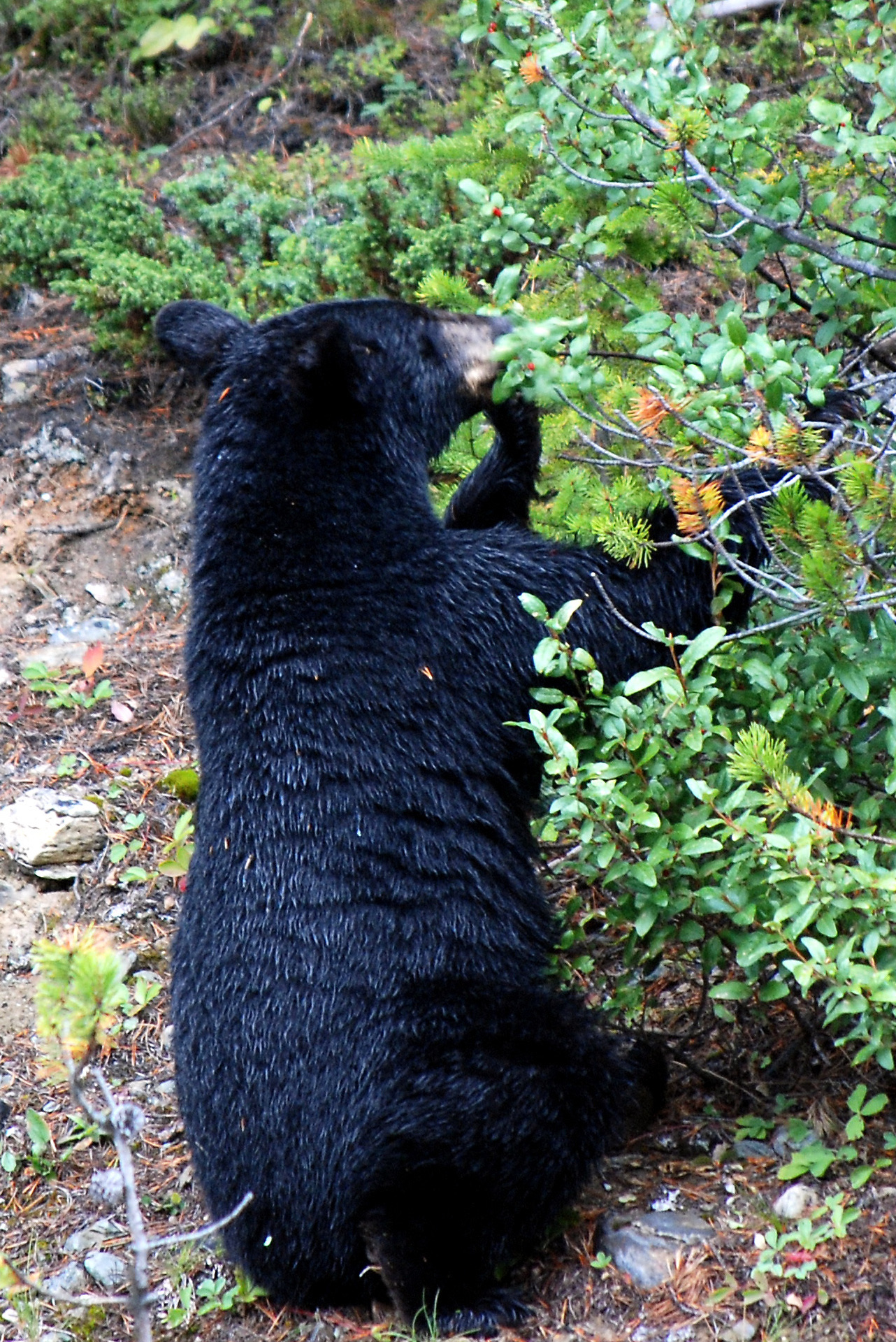
茂みで餌を探しているアメリカグマ
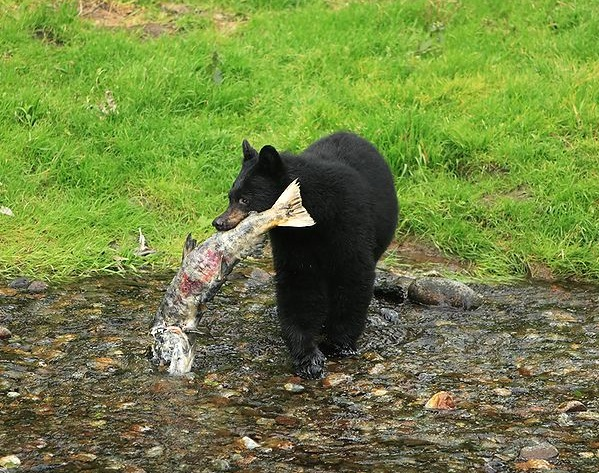
鮭を捕らえたアメリカグマ